# Liste der Straßen in Oberhausen-Marienviertel

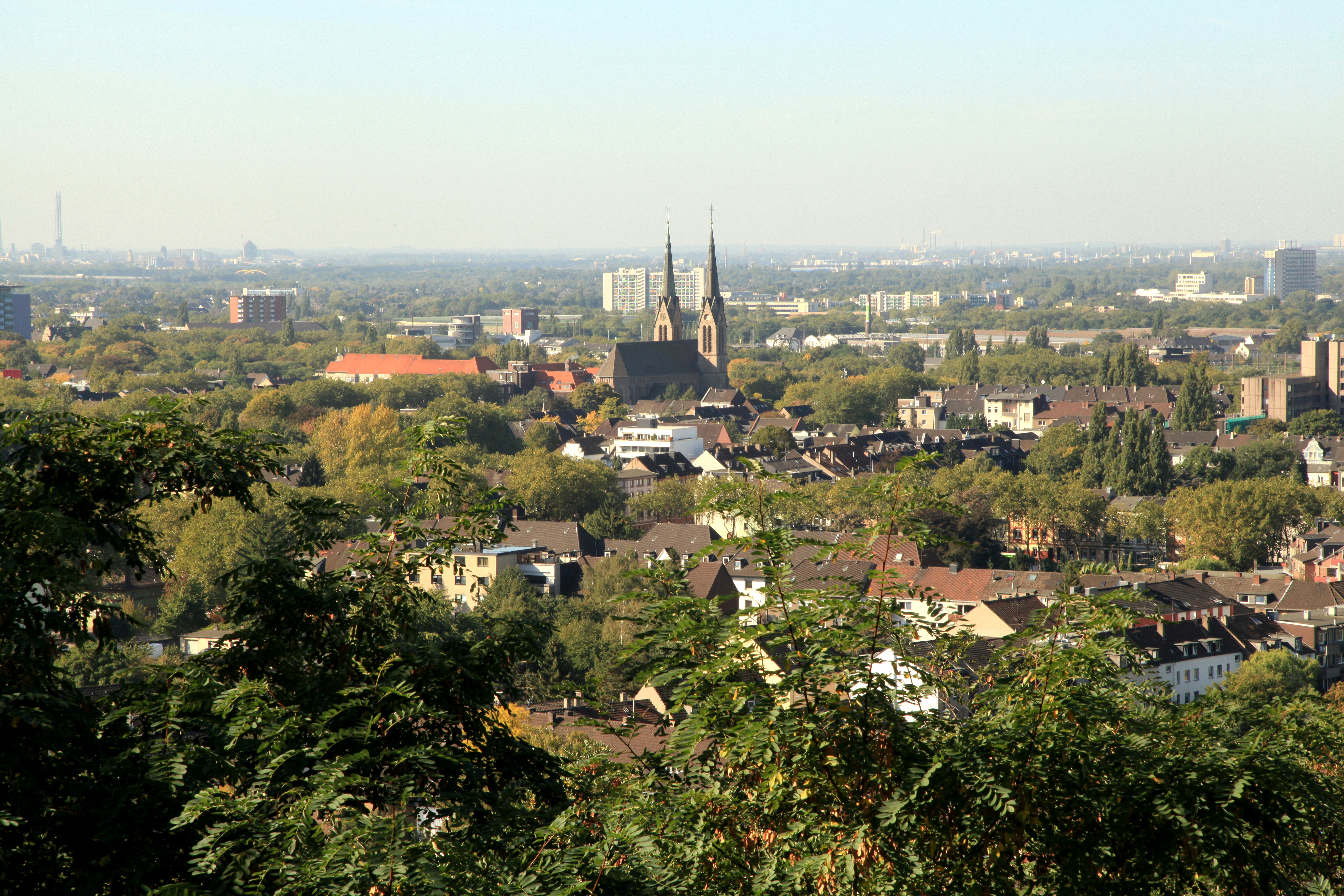
Das Marienviertel mit der Marienkirche von oben (Aussichtsturm Knappenhalde)

Die Liste der Straßen in Oberhausen-Marienviertel beschreibt das Straßensystem im Oberhausener Stadtteil Marienviertel mit den entsprechenden historischen Bezügen.

## Überblick
Das Marienviertel bildet zusammen mit der nördlichen Innenstadt, dem Knappenviertel, Bermensfeld, Schlad und dem Osten von Dümpten den Postleitzahlenbezirk 46047.
Der Stadtteil wird – im Westen beginnend – im Uhrzeigersinn folgendermaßen begrenzt: Bahnstrecke Duisburg–Dortmund im Westen zu Lirich-Süd und im Norden zur Neuen Mitte, Am Damm und Liebknechtstraße zum Knappenviertel, der weitere Verlauf der Liebknechtstraße sowie Virchow- und Mülheimer Straße zum Schladviertel und die Danziger Straße sowie die Friedrich-List-Straße zur Innenstadt.
Im Marienviertel gibt es 30 benannte Verkehrsflächen, darunter zwei Plätze. Davon befinden sich zehn Straßen nur teilweise im Stadtteil:

Vier Straßen führen auch durch das Knappenviertel (Bismarckstraße, Falkensteinstraße, Liebknechtstraße, Martin-Luther-Straße), drei Straßen durch die Innenstadt (Danziger Straße, Düppelstraße, Mülheimer Straße). Vier weitere Straßen gehören teilweise zum Schladviertel (Danziger Straße, Falkensteinstraße, Mülheimer Straße, Virchowstraße) und zwei Straßen werden in der Neuen Mitte fortgeführt (Am Damm, Mülheimer Straße).
Durch das Marienviertel verlaufen die Bundesstraße 223 auf der Mülheimer Straße sowie die Landesstraße 215 auf der Danziger, Tannenberg- und Ebertstraße. Der weitere Verlauf der Ebertstraße ostwärts sowie die Falkensteinstraße ist im Oberhausener Kreisstraßensystem als Kreisstraße K 1 gelistet.

## Übersicht der Straßen und Plätze
Die nachfolgende Tabelle gibt eine Übersicht über die vorhandenen Straßen, Wege und Plätze im Stadtteil sowie einige dazugehörige Informationen.
- Name: aktuelle Bezeichnung der Straße oder des Platzes.
- Länge/Maße in Metern:
- Die in der Übersicht enthaltenen Längenangaben sind gerundete Übersichtswerte, die in Google Earth mit dem dortigen Maßstab ermittelt wurden. Sie dienen Vergleichszwecken und werden, sofern amtliche Werte bekannt sind, ausgetauscht und gesondert gekennzeichnet.
Bei Plätzen sind die Maße in der Form a × b angegeben.
- Der Zusatz im Stadtteil gibt an, dass die Länge die des Straßenabschnitts innerhalb des Marienviertels ist, sofern die Straße in benachbarte Stadtteile weitergeführt wird.
- Der Zusatz ohne Stichstraßen gibt bei verzweigten Straßen die Länge der „Hauptstraße“ an.
- Der Zusatz (alle Straßenabschnitte zusammen) gibt an, dass die Straße so verwinkelt ist, dass keine „Hauptstraße“ besteht. Stattdessen wird die Länge aller Straßenabschnitte zusammengezählt.
- Herleitung: Ursprung oder Bezug des Namens
- Anmerkungen: zusätzliche Informationen
- Bild: Foto der Straße oder eines anliegenden Objekts

| Name                      | Länge/Maße (in Metern) | Herleitung | Datum der Benennung | Bemerkungen | Bild                                                                                      |
| ------------------------- | ---------------------- | --- | ------------------- | --- | ----------------------------------------------------------------------------------------- |
| Am Damm                   | 220 im Stadtteil       | benachbarter Bahndamm der Bergisch-Märkischen Eisenbahn                                                                                   | 1936                | Am Damm liegt im Nordosten des Marienviertels unterhalb eines ehemaligen Bahndamms der Bergisch-Märkischen Eisenbahn. Es handelt sich um eine Stichstraße zur Brücktorstraße, die gleichsam die Ostgrenze des Marienviertels zum Knappenviertel bildet. Weitere Ausläufer der Straße führen zum Lipperfeld und zur Essener Straße in der Neuen Mitte. Bis 1936 hieß der Weg Dammstraße. |                                                                                           |
| Annabergstraße            | 110+70                 | Aufstände in Oberschlesien, Schlacht bei St. Annaberg                                                                                     | 1934                | 1921 erstürmten Deutsche Milizen den von polnischen Freischaren besetzten Annaberg und sicherten dadurch den Verbleib Oberschlesiens im Deutschen Reich. Als Erinnerung daran wurde diese Straße 1934 so genannt. Die Annabergstraße ist durch den John-Lennon-Platz zweigeteilt, der westliche Teil liegt an der Grillostraße, der östliche zwischen Sedan- und Elsa-Brändström-Straße. Vor 1934 hieß die Annabergstraße Beaumontstraße. |                                                                                           |
| Arndtstraße               | 750                    | Ernst Moritz Arndt, 1769–1860, Historiker und Dichter                                                                                     |                     | Die Arndtstraße führt von der Virchowstraße zur Brücktorstraße. |                                                                                           |
| Bismarckstraße            | 500 im Stadtteil       | Otto von Bismarck, 1815–1898, Gründer und erster Reichskanzler des Deutschen Reichs                                                       |                     | Die Bismarckstraße beginnt an der Mülheimer Straße und durchquert ostwärts das Marienviertel. Sie endet im Knappenviertel an der Uhlandstraße. An der Bismarckstraße befindet sich das 1965 gegründete Bertha-von-Suttner-Gymnasium. |                                                                                           |
| Brücktorstraße            | 550 im Stadtteil       | Brücke der Köln-Mindener Eisenbahn |                     | Die Straße endete unmittelbar an der Brücke der Köln-Mindener Eisenbahn, die 1846 dem Stand der Technik entsprechend mit Torbögen für jedes einzelne Gleis errichtet wurde. Am Brücktor bürgerte sich schnell als Bezeichnung für das Gebiet ein. Die Brücktorstraße führt heute von der Mülheimer Straße durch das Marienviertel und endet im Knappenviertel an der Knappenstraße. |                                                                                           |
| Danziger Straße           | 600 im Stadtteil       | Danzig, ehemals deutsche Stadt in Polen                                                                                                   | 1934                | Die Danziger Straße bildet vom Oberhausener Hauptbahnhof bis zur Mülheimer Straße die südöstliche Grenze des Marienviertels zur Innenstadt, danach führt sie durch Dümpten nach Mülheim. Bis 1934 hieß sie Zechenstraße. |                                                                                           |
| Düppelstraße              | 160 im Stadtteil       | Erstürmung der Düppeler Schanzen |                     | Die Düppelstraße führt nur kurz durch das Marienviertel, nämlich als verkehrsberuhigte Zone zwischen Schwartz- und Danziger Straße an der Luise-Albertz-Halle vorbei. |                                                                                           |
| Ebertplatz                | 100 × 80               | Friedrich Ebert, 1871–1925, Politiker der SPD und erster Reichspräsident der Weimarer Republik                                            | 1947                | Der Ebertplatz bildet mit dem Ebertbad, einem Veranstaltungsort für Kleinkunst, mehreren Restaurants, Villen und dem Theater Oberhausen ein Zentrum der Stadt. Der östliche Teil des Platzes vor dem Theater heißt Will-Quadflieg-Platz. Der Ebertplatz liegt zwischen Rathaus und Marienkirche an der Kreuzung Ebert-/Grillostraße nordöstlich vom Königshütter Park. Bis 1918 hieß der Platz Neumarkt, dann bis 1947 Hindenburgplatz. | Ebertbad am Ebertplatz                                                                    |
| Ebertstraße               | 850                    | Friedrich Ebert, 1871–1925, Politiker der SPD und erster Reichspräsident der Weimarer Republik                                            | 1947                | Die Ebertstraße führt von der Hansastraße in Lirich-Süd als Verlängerung der Buschhausener Straße durch das westliche Marienviertel. Hinter der Mülheimer Straße wird sie als Falkensteinstraße fortgeführt. Bis 1918 hieß sie Wilhelmstraße, dann bis 1947 Hindenburgstraße. | Ebertstraße                                                                               |
| Elsa-Brändström-Straße    | 700                    | Elsa Brändström, 1888–1948, „Engel von Sibirien“, Initiatorin des Hilfswerks für deutsche und österreichische Kriegsgefangene in Russland | 1934                | Die Elsa-Brändström-Straße beginnt an der Schwartzstraße neben dem Rathaus und führt nordwärts bis zur Tannenbergstraße. An ihr befinden sich der katholische Kindergarten St. Marien, die Marienschule und das St.-Joseph-Hospital sowie das „Lyzeum“, das alte Gebäude des Elsa-Brändström-Gymnasiums. Bis 1934 hieß sie Elsestraße. | Altes Lyzeum an der Elsa-Brändström-Straße                                                |
| Falkensteinstraße         | 450 im Stadtteil       | alte Flurbezeichnung („auf dem Falkenstein“)                                                                                              |                     | Die Falkensteinstraße beginnt an der Mülheimer Straße als Fortsetzung der Ebertstraße. Ab der Liebknechtstraße ist sie Grenzstraße zwischen Schlad- und Marienviertel, hinter der Mellinghofer Straße führt sie als Nathlandstraße weiter in Bermensfeld. |                                                                                           |
| Freiherr-vom-Stein-Straße | 650                    | Heinrich Friedrich Karl vom und zum Stein, 1757–1831, Reformer des preußischen Staates                                                    | 1936                | Die Freiherr-vom-Stein-Straße führt vom Oberhausener Hauptbahnhof aus in einem Bogen zur Tannenbergstraße und von dort aus parallel zur Ebertstraße bis zur Mülheimer Straße. Bis 1936 trug sie den Namen Hermannstraße. |                                                                                           |
| Friedrich-List-Straße     | 230                    | Friedrich List, 1789–1846, Mitbegründer des deutschen Eisenbahnwesens                                                                     | 1945                | Die Friedrich-List-Straße beginnt an der Ebertstraße und führt südwärts, macht dann einen rechtwinkligen Bogen und endet an der Freiherr-vom-Stein-Straße. Aufgrund der Nähe zum Hauptbahnhof ist sie nach Friedrich List, dem Vorkämpfer der deutschen Eisenbahn, benannt worden. Bis 1945 hieß sie Ludwig-Knickmann-Straße, davor war sie bis 1933 Teil der Industriestraße. |                                                                                           |
| Goethestraße              | 500                    | Johann Wolfgang von Goethe, 1749–1832, bedeutendster deutscher Dichter                                                                    |                     | Die Goethestraße führt parallel zur Falkenstein-, Bismarck- und Schenkendorfstraße von der Mülheimer Straße zur Liebknechtstraße. |                                                                                           |
| Grillostraße              | 450                    | Friedrich Grillo, 1825–1888, Großindustrieller                                                                                            |                     | Die Grillostraße beginnt am Grillopark an der Schwartzstraße und führt nordwärts bis zum John-Lennon-Platz. An ihr befindet sich die Villa Concordia. | Villa Concordia an der Grillostraße                                                       |
| Henri-Dunant-Weg          | 220                    | Henri Dunant, 1828–1910, Gründer des Roten Kreuzes                                                                                        |                     | Der Henri-Dunant-Weg ist ein kleiner Fußweg zwischen Schwartz- und Danziger Straße. |                                                                                           |
| John-Lennon-Platz         | 110 × 100              | John Lennon, 1940–1980, britischer Rockmusiker und Exponent der Anti-Vietnamkriegsbewegung                                                | 1991                | Der John-Lennon-Platz liegt im Nordwesten des Marienviertels zwischen Tannenberg-/Sedan- und Annabergstraße. Hier liegt die städtische Kindertageseinrichtung Villa Kunterbunt. Bis 1991 trug der Platz den Namen Graf-Haeseler-Platz. |                                                                                           |
| Kreuzbergweg              | 90                     | altes Heidekreuz |                     | Der Kreuzbergweg ist ein schmaler Weg an der Marienschule und dem katholischen Kindergarten St. Marien, zwischen der Elsa-Brändström-Straße und der Mülheimer Straße. Hier stand früher ein altes Heidekreuz auf einer Anhöhe der Lipper Heide. |                                                                                           |
| Liebknechtstraße          | 850                    | Wilhelm Liebknecht, 1826–1900, einer der Gründer der SPD                                                                                  | 1947                | Die Liebknechtstraße, die von der Virchowstraße bis zur Brücktorstraße führt, bildet zwischen Falkensteinstraße und Brücktorstraße die Grenze zwischen dem Marienviertel und dem Knappenviertel. Bis 1934 hieß sie Feldstraße und bis 1947 Richthofenstraße. |                                                                                           |
| Lipperheidstraße          | 750                    | Lipper Heide |                     | Die Lipperheidstraße führt von der Virchowstraße parallel zur Liebknecht- und Arndtstraße durch das östliche Marienviertel bis zur Brücktorstraße. Sie ist nach dem Heidegebiet benannt, in dem die Stadt Oberhausen ab 1862 schachbrettartig angelegt worden ist. |                                                                                           |
| Martin-Luther-Straße      | 150 im Stadtteil       | Martin Luther, 1483–1546, Reformator | 1934                | Die Martin-Luther-Straße führt von der Lipperheidstraße bis zur Körnerstraße im Knappenviertel. An ihr liegt die evangelische Lutherkirche. Bis 1934 hieß sie Karlstraße. | Lutherkirche an der Martin-Luther-Straße                                                  |
| Mülheimer Straße          | 1200 im Stadtteil      | Mülheim an der Ruhr | 1892                | Die Mülheimer Straße führt von der Oberhausener Neuen Mitte durch das Marienviertel, die Innenstadt, Schlad, Styrum und Dümpten in die Nachbarstadt Mülheim, wo sie als Oberhausener Straße weitergeführt wird. Zwischen Danziger Straße und Falkenstein-/Ebertstraße ist sie Grenze zwischen Marienviertel und Schlad, danach durchquert sie das Marienviertel nordwärts. Sie ist Teil der Bundesstraße 223. An der Mülheimer Straße befindet sich die Marienkirche, nach der das Marienviertel benannt worden ist. Bis 1892 trug die Mülheimer Straße den Namen Düsseldorf-Münstersche Provinzialstraße. | Mülheimer Straße mit Marienkirche                                                         |
| Roncallistraße            | 110                    | Angelo Giuseppe Roncalli, 1881–1963, als Johannes XXIII. Papst und Heiliger der katholischen Kirche                                       | 1963                | Die Roncallistraße führt vom John-Lennon-Platz zur Marienkirche an der Elsa-Brändström-Straße. Sie wurde 1963 nach dem Eröffner des Zweiten Vatikanischen Konzils benannt. Bis dahin hieß sie Kurzestraße. |                                                                                           |
| Rossaintstraße            | 270                    | Joseph Cornelius Rossaint, 1902–1991, von 1927 bis 1932 Kaplan an St. Marien, Widerstandskämpfer                                          |                     | Die Rossaintstraße ist eine Stichstraße zur Tannenbergstraße in Höhe des John-Lennon-Platzes, die in einem Bogen südwärts führt und als Sackgasse endet. |                                                                                           |
| Schenkendorfstraße        | 500                    | Max von Schenkendorf, 1783–1817, Dichter und Lyriker                                                                                      | 1935                | Die Schenkendorfstraße führt im östlichen Marienviertel von der Mülheimer Straße parallel zur Bismarck- und Goethestraße bis zur Liebknechtstraße. Bis 1935 hieß sie Nordstraße. |                                                                                           |
| Schillerstraße            | 350                    | Friedrich von Schiller, 1759–1805, neben Johann Wolfgang von Goethe bedeutendster deutscher Dichter                                       |                     | Die Schillerstraße führt im östlichen Marienviertel von der Mülheimer Straße parallel zur Bismarck-, Goethe- und Schenkendorfstraße bis zur Lipperheidstraße. |                                                                                           |
| Schwartzstraße            | 650                    | Friedrich August Schwartz, 1816–1892, erster Bürgermeister von Oberhausen                                                                 | 1897                | Die Schwartzstraße führt vom Oberhausener Hauptbahnhof zur Mülheimer Straße, hinter der sie als Virchowstraße fortgeführt wird. An ihr befinden sich das Rathaus, der Grillopark, die Luise-Albertz-Halle und die Fasia-Jansen-Gesamtschule. Bis 1897 hieß sie Bergstraße, weil sie auf den Galgenberg, eine Anhöhe, die die essendisch-bergische Grenze markierte, führte. Der Galgenberg trug seinen Namen aufgrund eines als Grenzzeichen aufgestellten Galgens. | Oberhausener Rathaus an der Schwartzstraße · Kulturvilla Oberhausen an der Schwartzstraße |
| Sedanstraße               | 500                    | Schlacht bei Sedan |                     | Die Sedanstraße führt von der Tannenbergstraße südwärts parallel zur Grillo- und Elsa-Brändström-Straße bis zur Freiherr-vom-Stein-Straße. |                                                                                           |
| Tannenbergstraße          | 1000                   | Schlacht bei Tannenberg | 1934                | Die Tannenbergstraße führt vom Oberhausener Hauptbahnhof nordwärts und dann bogenförmig zur Mülheimer Straße. Früher hatte sich hier wegen Bergsenkung der Concordiasee gebildet, weswegen die Straße zwischen Schwartz- und Annabergstraße ursprünglich Wasserstraße hieß. Der Concordiasee wurde 1880 trockengelegt und die Straße hieß fortan Niederstraße. Zwischen Annaberg- und Mülheimer Straße hieß die Tannenbergstraße anfangs Dortmunder Straße, später Hoffnungsstraße. 1934 wurden Hoffnungsstraße und Niederstraße zur Tannenbergstraße vereinigt.                                           |                                                                                           |
| Virchowstraße             | 800                    | Rudolf Virchow, 1821–1902, Anthropologe und Pathologe, Mitglied des Reichstags                                                            | 1945                | Die Virchowstraße beginnt an der Mülheimer Straße als Fortsetzung der Schwartzstraße in der Innenstadt und führt als Grenzstraße zwischen dem Marien- und Schladviertel bis zur Dieckerstraße. Bis 1945 hieß sie Albert-Frese-Straße, davor bis 1937 Hochstraße und davor bis 1892 zusammen mit der Schwartzstraße Bergstraße. |                                                                                           |
| Will-Quadflieg-Platz      | 70                     | Will Quadflieg, 1914–2003, Theaterschauspieler und -regisseur.                                                                            | 2006                | Der Will-Quadflieg-Platz bildet zusammen mit dem Ebertplatz den Platz vor dem Ebertbad und dem Theater Oberhausen. Bis 2006 hieß er Theaterplatz. | Theater Oberhausen am Will-Quadflieg-Platz                                                |

## Liste nicht mehr vorhandener Straßen im Marienviertel
| Name                                    | von       | bis  | umbenannt in (aktuell)                                   | Herleitung | Bemerkungen |
| --------------------------------------- | --------- | ---- | -------------------------------------------------------- | --- | --- |
| Albert-Frese-Straße                     | 1937      | 1945 | → Virchowstraße                                          | Albert Frese, 1885–1936, Oberhausener NSDAP-Ratsherr | Vor 1937 hieß die Straße Hochstraße, davor war sie bis 1897 Teil der Bergstraße.                                              |
| Beaumontstraße                          |           | 1934 | → Annabergstraße                                         | Im Gefecht bei Beaumont fiel 1870 Leutnant Emil Schwartz, Sohn des ersten Bürgermeisters von Oberhausen. | |
| Bergstraße                              |           | 1897 | aufgeteilt zwischen → Schwartzstraße und → Virchowstraße | Die Straße führte auf den Galgenberg, eine Anhöhe, die früher die bergisch-essendische Grenze markierte und daher mit einem Galgen zum Zeichen der Gerichtsbarkeit versehen war. Dort steht heute das Oberhausener Rathaus. | Nach 1897 hieß der östliche Teil zunächst Hochstraße, während der westliche Teil in Schwartzstraße umbenannt wurde.           |
| Dammstraße                              |           | 1936 | → Am Damm                                                | Die Straße lag unterhalb eines Bahndamms der Bergisch-Märkischen Eisenbahn. | |
| Dortmunder Straße                       |           |      | → Tannenbergstraße                                       | Die Straße lag an der Bahnstrecke nach Dortmund. | Die Dortmunder Straße hieß später zunächst Hoffnungsstraße.                                                                   |
| Düsseldorf-Münstersche Provinzialstraße |           | 1892 | → Mülheimer Straße                                       | Die Straße verband Düsseldorf mit Münster. | |
| Elsestraße                              |           | 1934 | → Elsa-Brändström-Straße                                 | | |
| Feldstraße                              |           | 1934 | → Liebknechtstraße                                       | | Nach 1934 hieß die Straße zunächst Richthofenstraße.                                                                          |
| Graf-Haeseler-Platz                     | 1911      | 1991 | → John-Lennon-Platz                                      | Gottlieb Graf von Haeseler, 1836–1919, preußischer Generalfeldmarschall, nahm 1911 an einer Feier des 16. Armeekorps auf diesem Platz statt                                                                                 | |
| Hermannstraße                           |           | 1936 | → Freiherr-vom-Stein-Straße                              | | |
| Hindenburgplatz                         | 1918      | 1947 | → Ebertplatz                                             | Paul von Hindenburg, 1847–1934, deutscher Generalfeldmarschall und Politiker | Vor 1918 hieß der Platz Neumarkt.                                                                                             |
| Hindenburgstraße                        | 1918      | 1947 | → Ebertplatz                                             | Paul von Hindenburg, 1847–1934, deutscher Generalfeldmarschall und Politiker | Vor 1918 hieß die Straße Wilhelmstraße.                                                                                       |
| Hochstraße                              | 1897      | 1937 | → Virchowstraße                                          | | Vor 1897 war die Straße Teil der Bergstraße, nach 1937 hieß sie Albert-Frese-Straße.                                          |
| Hoffnungsstraße                         |           | 1934 | → Tannenbergstraße                                       | | Die Straße hieß ursprünglich Dortmunder Straße. 1934 wurde sie mit der Niederstraße zur Tannenbergstraße zusammengeschlossen. |
| Industriestraße                         |           | 1933 | → Friedrich-List-Straße                                  | | Nach 1933 hieß die Straße zunächst Ludwig-Knickmann-Straße.                                                                   |
| Karlstraße                              |           | 1934 | → Martin-Luther-Straße                                   | | |
| Kurzestraße                             |           | 1963 | → Roncallistraße                                         | Es handelt sich um eine kurze Verbindungsstraße. | |
| Ludwig-Knickmann-Straße                 | 1933      | 1945 | → Friedrich-List-Straße                                  | Ludwig Knickmann war der Bruder des Oberhausener SA-Gruppenführers Knickmann. Er wurde während der Rheinlandbesetzung erschossen.                                                                                           | Vor 1933 hieß die Straße Industriestraße.                                                                                     |
| Neumarkt                                |           | 1918 | → Ebertplatz                                             | Der Neumarkt war ursprünglich als Gegengewicht zum Altmarkt und somit als zweites Zentrum der jungen Stadt Oberhausen geplant gewesen.                                                                                      | Nach 1918 hieß der Platz zunächst Hindenburgplatz.                                                                            |
| Niederstraße                            | 1880      | 1934 | → Tannenbergstraße                                       | | Die Straße hieß vor 1880 Wasserstraße und wurde 1934 mit der Hoffnungsstraße zur Tannenbergstraße zusammengeschlossen.        |
| Nordstraße                              |           | 1935 | → Schenkendorfstraße                                     | Die Straße lag vor der Eingemeindung von Sterkrade und Osterfeld im Norden der Bürgermeisterei Oberhausen. | |
| Richthofenstraße                        | 1934      | 1947 | → Liebknechtstraße                                       | Manfred von Richthofen, 1892–1918, „Der Rote Baron“, deutscher Jagdflieger im Ersten Weltkrieg | Vor 1934 hieß die Straße Feldstraße.                                                                                          |
| Theaterplatz                            | nach 1914 | 2006 | → Will-Quadflieg-Platz                                   | Der Platz lag vor dem Theater Oberhausen. | |
| Wasserstraße                            |           | 1880 | → Tannenbergstraße                                       | Der Concordiasee war ein durch Bergsenkung entstandener See, der Anlass zur Straßenbenennung gab. Er wurde 1880 trockengelegt.                                                                                              | Nach 1880 hieß die Straße zunächst Niederstraße.                                                                              |
| Wilhelmstraße                           |           | 1918 | → Ebertstraße                                            | Wilhelm I., 1797–1888, erster Kaiser des Deutschen Reiches | Nach 1918 hieß die Straße zunächst Hindenburgstraße.                                                                          |
| Zechenstraße                            |           | 1934 | → Danziger Straße                                        | Die Straße lag an der Zechenbahn der Zeche Roland. | |

## Weitere Örtlichkeiten im Marienviertel
- Grillopark: Der Grillopark wurde 1887 von Wilhelm Grillo auf einer Kiesgrube angelegt und daher nach ihm benannt. Er befindet sich direkt vor dem Rathaus Oberhausen zwischen Freiherr-vom-Stein-, Grillo- und Schwartzstraße und wurde mehrfach umgestaltet, zuletzt 2000.[3]
- Berliner Park: Der Bahnhofspark liegt direkt am Oberhausener Hauptbahnhof, zwischen Schwartz-, Tannenberg- und Freiherr-vom-Stein-Straße. Er wird durch viele Hecken und einen großen Baumbestand charakterisiert.[4]
- Königshütter Park: Der Königshütter Park war ursprünglich ein privater Park und liegt direkt an der Villa Concordia. Er wurde 1970 umgestaltet.[5]